# 아틀라스 (2024년 영화)
《아틀라스》(영어: Atlas)는 2024년 공개된 미국의 액션 어드벤처, SF, 스릴러 영화로, 브래드 페이튼이 감독을 맡았다.

## 줄거리
AI를 극도로 불신하는 탁월한 대테러 분석가. 로봇 반역자를 체포하러 나선 임무가 틀어지면서, AI에 의지할 수밖에 없는 상황을 맞닥뜨린다.

## 출연진

### 주연
- 제니퍼 로페즈 - 아틀라스 셰퍼드 역

### 조연
- 시무 리우 - 할란 셰퍼드 역
- 스털링 K. 브라운 - 엘리어스 뱅크스 역
- 가엘 가르시아 베르날 - 엑토르 알바레스 역
- 마크 스트롱 - 제이크 부스 역
- 그레고리 제임스 코언 - 스미스 역
- 에이브러햄 포풀라 - 카스카 데시우스 역
- 라나 파릴라 - 밸 셰퍼드 역